# 十川幸司
十川 幸司（とがわ こうじ、1959年 - ）は、日本の精神分析家、精神科医。専門は、ジャック・ラカンおよび対象関係論を中心とする精神分析研究、ならびに精神病理学。

## 略歴
1959年香川県生まれ。1985年山口大学医学部卒業。1985年自治医科大学精神科勤務。1991年プレモントレ病院にて臨床に従事（フランス政府給費留学）。1992年パリ第八大学精神分析学科、1993年パリ高等社会学院を経て、1996年茨城県立友部病院勤務。1999年に個人オフィスを開業。

## 論文
- 十川幸司「ダマシオとフロイト--現代の情動研究と精神分析」『大航海 : 歴史・文学・思想』第69号、新書館、2009年、116-123頁、CRID 1520854805511906432。
- 十川幸司「ジークムント・フロイト論(第3章)ヒステリーから強迫神経症ヘ」『思想』第1110号、岩波書店、2016年10月、70-89頁、ISSN 03862755、CRID 1520854805491183488。

## 著作

### 単著
- 『精神分析への抵抗―ジャック・ラカンの経験と論理』（青土社、2000年）
- 『精神分析』（岩波書店、2003年）
- 『来たるべき精神分析のプログラム』（講談社、2008年）
- 『フロイディアン・ステップ』（みすず書房、2019年）

### 共著書
- 『精神医学の名著50』（平凡社、2003年）
- 『新世紀の精神科治療(7)』（中山書店、2003年）
- 『精神医学文献辞典』（弘文堂、2003年）
- 『精神分析の名著』（中公新書、2012年）
- 『哲学のメタモルフォーゼ』（晃洋書房、2018年）
- 『創発と危機のデッサン』（学芸みらい社、2022年）

### 解説
- 『フロイト伝』（カトリーヌ・クレマン著、吉田加南子訳、青土社、2007年）

### 翻訳
- 『フロイト＆ラカン事典』、佐々木孝次監訳、弘文堂、1997年。
- 『ラルース臨床心理学事典』、滝沢武久、加藤敏監訳、弘文堂、1999年。
- 『新版精神分析事典』、小出浩之、加藤敏、新宮一成、鈴木國文訳者代表、弘文堂、2002年。
- 『メタサイコロジー論』（ジークムント・フロイト）、講談社学術文庫、2018年。
- 『精神分析における生と死』（ジャン・ラプランシュ）、堀川聡司、佐藤朋子共訳、金剛出版、2018年。